# Ludwig von Baumbach zu Kirchheim
Ludwig Carl Wilhelm von Baumbach zu Kirchheim (* 22. April 1799 in Reichensachsen; † 26. Januar 1883 in Milwaukee)  war kurhessischer Offizier und Politiker. Er war 1848/49 Mitglied der Frankfurter Nationalversammlung. Nach der Revolution emigrierte er in die USA; dort war er zunächst Farmer und später Bankier und deutscher Konsul.

## Leben
Er stammte aus dem althessischen Adelsgeschlecht derer von Baumbach und war ein Sohn des Majors Wilhelm Lebrecht von Baumbach (1757–1826) und dessen zweiter Ehefrau Amalie Treusch von Buttlar. Sein Bruder Ernst (1804–1874) war Oberappellationsgerichtsrat.
Er selbst trat in den kurfürstlich-hessischen Militärdienst ein. Er war ab 1813 Sekondeleutnant und nahm von 1813 bis 1815 an den Befreiungskriegen teil. Ab 1821 war er Premierleutnant. Er schied 1823 als Hauptmann à la suite aus dem Dienst aus und lebte danach als Gutsbesitzer in Reichensachsen und Kassel. Von 1833 bis 1837 sowie von 1842 bis 1848 gehörte er der Ständeversammlung des Kurfürstentums Hessen an, als Vertreter der Ritterschaft des Fuldastroms. Er war als liberal-konstitutioneller Politiker im Jahr 1848 Präsident des Parlaments. Als Nachfolger Ludwig Schwarzenbergs wurde er am 20. November 1848 Mitglied der Frankfurter Nationalversammlung, in der er den Wahlkreis Kurhessen I (Kassel) vertrat. Im Parlament gehörte er der Fraktion Augsburger Hof an, und ab dem 23. Januar 1849 war er Mitglied des Ausschusses für Volksbewaffnung und Heeresbewaffnung. 
Am 16. Februar 1849 gab er sein Mandat auf, und noch im selben Jahr emigrierte er in die USA. Er war bis 1857 Farmer in Ohio. Ab etwa 1850 arbeitete er als politischer Publizist und als Mitarbeiter deutschsprachiger Zeitungen in den Vereinigten Staaten. Von 1857 bis 1883 war er Bankier und Grundstücksmakler in Milwaukee. Gleichzeitig war er ab 1857 Konsul zunächst verschiedener deutscher Staaten und ab 1870 des Norddeutschen Bundes und ab 1871 des Deutschen Kaiserreiches.

## Schriften (Auswahl)
- Erinnerungen aus dem Leben eines hochbetagten Mannes Projekt auf GenWiki